# Demnat
Demnat, Damnat, Demnate (en àrab دمنات, Damnāt; en amazic ⴷⵎⵏⴰⵜ) és un municipi amazic de la província d'Azilal de la regió de Béni Mellal-Khénifra, al Marroc. Segons el cens de 2014 tenia una població total de 29.504 persones. Es troba al Marroc central a les muntanyes de l'Atles a 120 km de Marràqueix, a 960 metres d'altitud, a la vall de l'uadi Tassawt. La zona produeix olives i vinya. La ciutat té un recinte rectangular amb un antic barri jueu (el 1950 unes dos mil persones, la meitat de la població, eren jueus). Celebra mercat d'oli, cuiro i bestiar, a més dels productes de les tribus de la muntanya (pells, llana, dàtils). La seva prosperitat es deu a la seva ubicació a la carretera entre Meknes i Fes, i Marràqueix per un costat i cap a la regió del Draa i Tafilalt de l'altra.

## Història
Encara que la fundació és antiga no és esmentada per cap autor antic. El primer que l'anomena fou Lleó l'Africà al segle xv que parla d'al-Madina i dona una descripció que correspon bé amb Damnat i assenyala ja la importància dels jueus locals. A la traducció apareix Adimmei que podria ser un error per Adimnat.
La seva història local és sense interès. Al segle xix els jueus foren perseguits per les autoritats. Finalment l'11 de maig de 1887 el sultà Mawlay Hasan els va donar un nou barri en comptes de l'antic. Charles de Foucauld va visitar la ciutat el 6 i 7 d'octubre de 1883 i va constatar el bon tracte als jueus i la bona convivència amb els amazics musulmans. A 4 km al sud-est hi ha una cova, Imi n-fri, on musulmans i jueus fan culte junts a una font miraculosa. El 1905 Said Boulifa va estudiar el parlar amazic de la zona (Ahl Demnat). El 1912 fou ocupada pel coronel Mangin.
El personatge principal de la ciutat fou Ali ben Sulayman al-Damnati, autor de l'obra Daradjat mirkat al-Suud ila Sunan Abi Dawud (Caire 1928).